# Hala nr 14 MTP
Hala nr 14 – nieistniejąca hala wystawiennicza Międzynarodowych Targów Poznańskich zlokalizowana przy wjeździe od strony ulicy Bukowskiej. Obecnie w tym miejscu stoi hala nr 6.
Lata 50. i 60. XX wieku upłynęły na terenach targowych pod znakiem rywalizacji technologicznej i architektonicznej państw bloku socjalistycznego i Zachodu. Jednym z polskich osiągnięć tego wyścigu była żelbetowa Hala nr 14 – pierwsza na terenach MTP w znacznym stopniu podpiwniczona i posiadająca zjazd dla pojazdów do części podziemnej. Oświetlenie obiektu było w dużym stopniu naturalne – zapewniały je przeszklone ściany od strony wschodniej.